# Carles Pachon
Carles Pachón Díaz (Navars, 13 de gener del 1995), conegut artísticament com a Carles Pachon, és un cantant dels gèneres líric, simfònic, oratori i de cançó, de registre baríton, conegut per haver obtingut el tercer premi oficial en el Concurs Internacional de Cant Francesc Viñas al 2017 i el primer premi al concurs Neue Stimmen al 2022, entre d'altres guardons.

## Biografia
Començà els seus estudis musicals, a l'Escola de Música de Navàs Mestre Josep Maria Castella. Més tard continuà la seva activitat musical com a vocalista en un grup de rock local mentre estudiava el batxillerat a l'Escola Diocesana de Navàs, però no fou fins a la seva incorporació a la Polifònica de Puig-reig on despertà la seva inquietud pel cant coral i la música clàssica, tot junt amb les lliçons del mestre Ramon Noguera qui fou qui li ensenyà els fonaments de la tècnica vocal. Amb la coral va estrenar-se el dia 8 de març del 2013, cantant la Novena Simfonia de Beethoven com a membre del cor. Més tard, encara amb la Polifònica de Puig-Reig, va participar en una producció de Turandot de Puccini amb els Amics de l'Òpera de Sabadell, on va descobrir el món de l'òpera tot cantant al cor la part de Tenor II. Fou aleshores quan va conèixer el seu primer professor de cant, en Jorge Sirena, amb qui va cursar de manera privada els estudis de cant. Fruit d'aquestes lliçons, va entrar a l'Escola d'Òpera de Sabadell, vinculada als Amics de l'Òpera de Sabadell, per tal d'interpretar el paper del Comte d'Almaviva a l'òpera Les noces de Fígaro de Mozart.
A part de la carrera musical, es va dedicar al teatre formant part de la branca jove del Grup Escènic Navàs durant la seva joventut. Després de la formació obligatòria i el batxillerat, va anar a la universitat i es va graduar com a farmacèutic per la Universitat de Barcelona.
Paral·lelament, va jugar a futbol federat amb els clubs de categories inferiors C.E. Navàs, Club Gimnàstic de Manresa i C.E. Puig-Reig.

## Carrera artística

#### Inicis
El 23 d'octubre de 2015 va debutar com a baríton solista en el rol de comte d'Almaviva a Les noces de Fígaro de Mozart en un muntatge de l'Escola d'Òpera de Sabadell. A partir d'aquí va participar també en les òperes Don Giovanni (2016) encara com a membre de l'escola d'òpera, Così fan tutte (2017), La Cenerentola (2019), La flauta màgica (2020) i de nou Don Giovanni (2022).

#### A nivell nacional
El seu debut al Gran Teatre del Liceu va ser el 13 de setembre de 2017 amb l'òpera de G. Rossini Il viaggio a Reims, interpretant el menudíssim paper d'Antonio, tot i que aquell mateix any va formar part del concert de gala com a premiat del Concurs de Cant Tenor Viñas, que tingué lloc al gener d'aquell mateix any. Més endavant, va tornar al coliseu de la Rambla per interpretar Enrico a Lucia di Lammermoor (2021), el concert especial "Les tres Reines", en el qual ha interpretat els barítons complementaris en les tres grans escenes finals de l'anomenada "Trilogia Tudor" (2021), el doctor Malatesta de l'òpera Don Pasquale (2022) de G. Donizetti i Dandini de La Cenerentola (2024).
A més, Pachon també ha cantat a d'altres teatres de l'estat español de renom, com al Palau de Les Arts Reina Sofía de València, on ha interpretat Dandini de La Cenerentola (2020) i Lord Guglielmo Cecil de l'òpera de G. Donizetti Maria Stuarda (2023), també al Teatro Campoamor d'Oviedo, on va interpretar el paper de Papageno de La flauta màgica (2021) de W.A. Mozart de forma magistral, ja que l'associació espanyola d'òpera, coneguda com Opera XXI, va atorgar-li el premi de "Millor artista jove 2022" gràcies a aquesta interpretació. També ha cantat al Teatro Real de Madrid, també com a premiat del Concurs Tenor Viñas i hi ha tornat per formar part del concert especial "Las tres reinas" (2024), conformada per les òperes Anna Bolena, Maria Stuarda i Roberto Devereux, totes tres del compositor G. Donizetti, que ja es va estrenar al teatre del Liceu al 2021. Destaca també la seva participació en el menudíssim rol de "Un zagal" de l'òpera d'Amadeu Vives Maruxa (2018), que va suposar el seu debut al Teatro de la Zarzuela de Madrid, al qual més tard hi va tornar per cantar el rol de Sigeric, de l'òpera de Jaume Pahissa Gal·la Placídia (2024). A més també va participar en l'edició del 2017 del Festival de Peralada, interpretant el rol de Príncep Yamadori de l'òpera Madama Butterfly (2017). Al Teatro Pérez-Galdós de Las Palmas de Gran Canaria hi va cantar Guglielmo del Così fan tutte mozartià al 2019.
També cal destacar que tots aquests compromisos en grans teatres de l'estat espanyol mai haurien arribat sense les petites companyies que van donar-li oportunitats com a jove cantant. Ens referim per exemple a les interpretacions Lord Rochefort de Anna Bolena (2015), Blansac de La scala di seta (2019) i Uberto de La serva padrona (2021) al Teatre de Sarrià, també Germano de La scala di seta (2021) al Teatre Romea, Dandini de La Cenerentola (2018) i Eneas de Dido & Eneas (2019) al Conservatori del Liceu.

#### A nivell internacional
El seu debut internacional fou al Rossini Opera Festival (2017) com a membre de l'Accademia Rossiniana Alberto Zedda, que és considerada com a millor formació per als interprets del compositor de Pesaro Gioacchino Rossini. Allà hi va cantar Lord Sidney i també Antonio, de l'òpera Il viaggio a Reims. En les edicions successives hi va tornar per a interpretar un arranjament per orquesta de Les sorieés musicales (2018), el rol de Slook La cambiale di matrimonio (2019) i Buralicchio a L'equivoco stravagante (2024). Amb tota la màquinaria del festival pesarès, va viatjar també a Oman, a la Royal Opera House de Muscat, per interpretar el rol de Batone de l'òpera L'inganno felice (2020).
L'estiu de 2022 participa a la l'acadèmia d'òpera de Croàcia, interpretant el paper de Conte Almaviva de l'òpera Le nozze di Figaro al teatre HNK Varazdin.
També al 2022 debuta a la Òpera de Zúric amb el rol de Schaunard de l'òpera La Bohème de G. Puccini.
Al 2023 debuta al Festspielhaus Baden-Baden en un concert extraordinari, convidat per Anna Netrebko i Yusif Eyvazov, on interpretaren les més famoses pàgines de Giuseppe Verdi.
Entre els anys 2021 i 2023 forma part de l'Òpera Studio de la prestigiosa Staatsoper Unter den Linden de Berlín, on hi resta durant dues temporades. Durant aquestes temporades interpreta Schaunard de La Bohème, Fiorello de Il barbiere di Siviglia, Ein Perrückenmacher a Ariadne auf Naxos, Sciarrone a Tosca, Marullo de Rigoletto, Hans Lomeier a l'òpera Die Arabische Nacht, estrenada al 2007, de Christian Jost, Sid a La fanciulla del West, Un mandarino a Turandot, l'estrena mundial de Robinson del compositor argentí Oscar Strasnoy, Ein Notar a Die Rosenkavalier, Fischerman 4 a Sleepless de Peter Eötvös i Erster Nazarener a Salome, a part d'altres concerts relacionats amb la institució. Més endavant, al 2024 torna al teatre com a artista convidat per debutar el rol de Sharpless de l'òpera Madama Butterfly. A partir de la temporada 2024/2025 forma part del ensamble fix de cantants de la Staatsoper Unter den Linden, ocupant la posició de Baríton solista.

#### Altres aparicions artístiques
Com a baríton solista ha interpretat diferents peces de repertori ben conegudes com la Novena Simfonia de Beethoven amb la Jove Orquesta Nacional de Catalunya, amb la Orquesta Simfònica del Vallès, amb la Franz Schubert Filharmonia, entre d'altres, el Carmina Burana de Carl Orff, que ha interpretat al Palau de la Música Catalana en diverses ocasions, destacant-ne la interpretació amb la Orquesta i Cor del Gran Teatre del Liceu i la Polifònica de Puig-Reig amb la direcció de Josep Pons i també amb la mateixa peça al Altmark Festspiele sota la direcció de Reinhart Seehafer.
En el món de la cançó ha debutat en el Festival LIFE Victoria, un festival de cançó on s'homenatja la figura de Victoria de los Ángeles, que té lloc a Barcelona i que l'any 2023 ha celebrat el centenari del naixement de la carismàtica soprano catalana. Pachon va participar també en el concert d'homenatge al Palau de la Música Catalana interpretant cançons tradicionals catalanes sota la direcció de Pedro Pardo.
Degut a la seva versatilitat artística, ha participat també en diferents espectacles per atraure nou públic al món de l'òpera, com fou l'iniciativa duta a terme pel periodista i divulgador Marcel Gorgori, Simfonova, participant-ne en diferents edicions, sota la direcció de Daniel Antolí. També ha participat en espectacles de tipus fusió, per exemple en l'espectacle Papà Mozart, on els actors Roger Pera i Joan Pera interpretaven la relació entre els Mozart, pare i fill, gràcies a una iniciativa de la Orquesta Simfònica del Vallès i un text de Sergi Belbel amb direcció escènica de Miquel Gorriz.

## Premis i reconeixements
L'any 2012 el Rotary Club de Manresa el va seleccionar com a guanyador del premi Protagonistes del demà.

### Premis
- XII Concurs Les Corts (Barcelona, 2016): Primer premi i un premi extraordinari.[5]
- I Odissea de la Veu (Barcelona, 2016): Primer premi.[1]
- VI Germans Pla Balaguer (Balaguer, 2016): Segon premi (ex aequo amb Marta Bauzà).[1]

- LIV Concurs Tenor Francisco Viñas (Barcelona, 2017): Tercer premi, set premis extraordinaris i el premi del públic.[6] La crítica en va destacar, a més d'uns dots vocals naturals i una veu de timbre noble, el seu domini de l'espai escènic, reforçat per la seva experiència en cursos de teatre a la infantesa i per la participació en el Grup Escènic Navàs Jove.[7]
- I Concurso Francisco Araiza (Hermosillo, Mèxic, 2017): Segon premi i quatre premis extraordinaris.[8]
- VI Concurso Alfredo Kraus (Las Palmas de Gran Canaria, 2017): Primer premi i premi al millor artista espanyol.[8]

- XIX Neue Stimmen (Gütersloh, Alemanya, 2022): Primer premi.[9]

### Reconeixements
- XIX Concurs Mirna Lacambra (Sabadell, 2015): per la possibilitat d'interpretar el rol 'Il conte d'Almaviva'. Va significar el seu debut professional com a cantant d'òpera, el dia 23 d'octubre de 2015, al teatre La faràndula de Sabadell.[10]

- XX Concurs Mirna Lacambra (Sabadell 2016): per la interpretació de 'Don Giovanni'[11]

- I Òpera Jove de Catalunya (Barcelona, 2017): al jove talent masculí de l'any 2016.[12]

- Jove Promesa (Barcelona, 2018): Premi concedit per la revista especialitzada Ópera Actual com a jove promesa.[13]
- Mejor artista joven (España, 2022): Premi concedit per l'associació espanyola d'òpera Ópera XXI, en que es reconeix com a millor artiste jove del 2022 gràcies a la interpretació del rol de Papageno de l'òpera Die Zauberflöte de W.A. Mozart al Teatro Campoamor, producció de la Ópera de Oviedo, dirigit per Lucas Macías.[14]